# La sabiduría, junto con la elocuencia, sacan a Atahualpa del sepulcro
La sabiduría, junto con la elocuencia, sacan a Atahualpa del sepulcro es una pintura al óleo de autoría anónima creada en 1865 en Ecuador. Es parte de la colección pictórica del Museo Pumapungo.

## Descripción

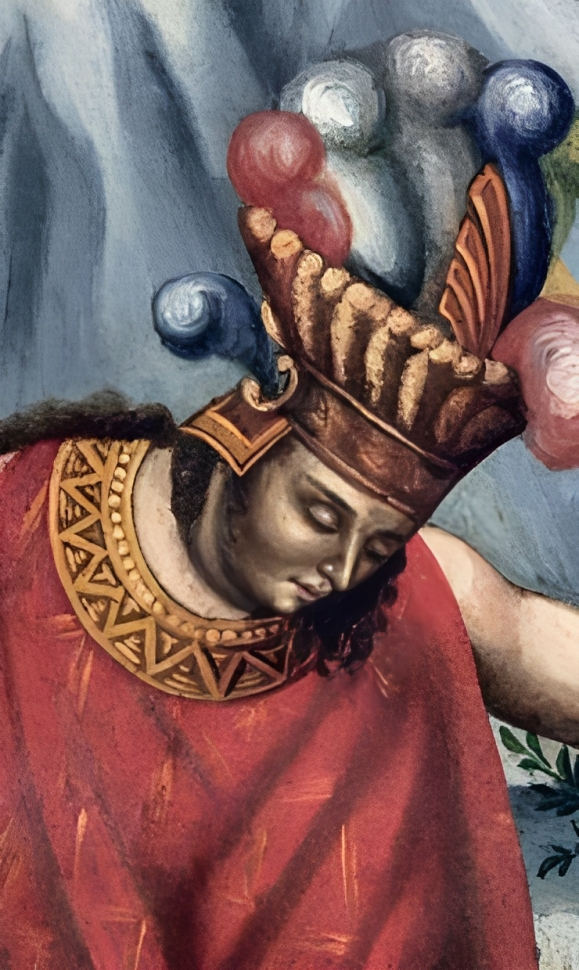
Detalle de Atahualpa en la obra.

La obra está directamente inspirada del grabado homónimo creado en 1814 por el francés François Gérard para un frontispicio del Atlas geographique et physique du Nouveau Continent de Alexander von Humboldt, publicado ese mismo año.
La autoría profundiza en el sincretismo original de Gérard, que mezcla los elementos prehispánicos del antiguo México y antiguo Perú, pero reniega del racialismo de von Humboldt, cambiando el contexto de un Atahualpa derrotado y unos dioses romanos victoriosos (Minerva y Mercurio) en representación de la superioridad occidental contra los nativos americanos; a uno de cooperación, Atahualpa saliendo de la tumba en forma simbólica de los nativos y mestizos liberándose del yugo español para ser visto como iguales por las otras naciones europeas ilustradas, representadas en Minerva (sabiduría) y Mercurio (comercio).
La relación entre Atahualpa y Minerva y Mercurio impacta en la identidad y el nacionalismo ecuatoriano, describiéndose de la siguiente manera:

(...) en Atenea se cobija el deseo de recuperar el esplendor de las artes y artesanías coloniales, habiendo sido la industria textil la más destacada en el caso concreto de la Audiencia de Quito, y por último [Hermes], que la sabiduría [y educación] liberaría a los ecuatorianos de la miseria en la que estaban sumidos.

El autor anónimo posiblemente hizo el dibujo para el gobierno del presidente ecuatoriano Gabriel García Moreno, que se caracterizaba por su fuerte nacionalismo de su administración. La obra esta dibujado de 73x82cm lo que permite incluir a una sacerdotisa azteca junto a un niño que parecen indiferentes a lo que hacen los tres personajes principales, además del volcán Chimborazo, a su derecha se incluye al volcán Carihuairazo o Cotopaxi, las pirámides aztecas originales son reducidas a la que se encuentra parado Atahualpa, en su lugar se pone al fondo un castillo europeo.
La obra estuvo bajo la protección del Museo Nacional del Ecuador en Quito, luego pasó al Museo Pumapungo en Cuenca.